# Mennecy
Mennecy  [mɛnǝsi] je francouzská obec v departementu Essonne v regionu Île-de-France. Leží 33 kilometrů jihovýchodně od Paříže.

## Jméno obce
Původní galořímský název sídla byl Minacius. Současné jméno obec získala v roce 1793.

## Geografie
Sousední obce: Lisses, Villabé, Ormoy, Le Coudray-Montceaux, Chevannes, Fontenay-le-Vicomte a Écharcon.
Územím obce protéká řeka Essonne.
Městské části: : Vieux-Mennecy, Petit-Mennecy, Jeannotte, Verville (alias "Le village Levitt"), Bel-Air a Châtries.

## Památky
- kostel sv. Petra ze 13. století

## Vývoj počtu obyvatel
Počet obyvatel

## Vzdělání
Obec má mateřskou i základní školu, středoškolské vzdělávání je poskytováno na lyceu Marie-Laurencin.

## Doprava
Obec je dostupná autobusem nebo RER D.

## Partnerská města
- Countesthorpe
- Occhiobello
- Renningen